# 阿爾契德·加斯貝利
阿爾契德·加斯貝利（義大利語：Alcide De Gasperi；1881年4月3日—1954年8月19日）義大利政治家，1945年至1953年擔任義大利總理，義大利天主教民主黨的創始人。他是義大利史上任期第五長的總理，僅次於墨索里尼、乔瓦尼·乔利蒂、貝盧斯科尼和阿戈斯蒂諾·德普雷蒂斯。加斯貝利與德國總理阿登納及法國外長罗伯特·舒曼等人被稱作歐盟之父。
他幫助歐洲議會成立，並支持舒曼計劃，後來歐洲煤鋼共同體條約也是基於舒曼計劃制定的。加斯貝利也幫忙構思歐洲防禦共同體草案。

## 生平

### 早期
阿爾契德·加斯貝利於1881年生在奧匈帝國蒂羅爾皮耶卡-達西诺（Pieve Tesino），現在這個地區屬於義大利特倫托自治省。他從1896年開始從事社會天主教運動，受到教宗良十三世於1891年發布的《新事》很大的啟發。加斯貝利在1905年獲得文獻學學位。
他在1911年成为奥匈帝國帝國议会的特倫托人民政治聯盟議員，任期為6年。加斯貝利在第一次世界大戰期間留在維也納，並保持政治中立。但是他也支持教宗本篤十五世及卡爾一世對於國際和平及停止戰爭的努力。凡爾赛和约簽訂後，他的家鄉成為義大利的版圖，於是他也變成義大利公民。

### 反法西斯運動
加斯貝利在1919年與路易吉·斯图尔佐創立義大利人民黨（Partito Popolare Italiano）。他從1921年至1924年間在義大利國會擔任要職，法西斯主義也在這段期間逐漸崛起。加斯貝利最初支持義大利人民黨加入贝尼托·墨索里尼在1922年10月發動政變（向羅馬進軍）後組成的政府。
當墨索里尼領導的國家法西斯黨獲得的權力越來越大時，他開始跟法西斯主義分道揚鏢。當時國家法西斯黨受益於艾沙伯法，可以順利獲得國會控制權。墨索里尼主要政敵吉亚科莫·马泰奥蒂也在1924年遭到暗殺。加斯貝利在5月成為反法西斯運動的成員，人民黨後來受到國家法西斯黨的威脅及恐嚇，於1926年11月被迫解散。
他因参加反法西斯活动在1927年被捕入狱，刑期為4年。後來经過教宗庇护十一世協調後，加斯貝利在服刑18个月後獲釋，但是他的健康狀況已經大受影響。加斯貝利在獲釋後沒有任何經濟來源，生活陷入困境，後來他在1929年成为梵蒂岡圖書館編輯人員。加斯貝利在梵蒂岡宗座圖書館内從事研究和寫作直到1943年7月法西斯黨垮台為止。

### 義大利天主教民主黨
他在第二次世界大戰中组織義大利天主教民主黨，當時仍是一個非法政黨。加斯貝利在1944年擔任天民党總秘書長。
加斯貝利領導天民黨加入政府，開始天民黨長達半個世紀的執政，1944年担任联合政府的外交部長，但掌握聯合政府實權，隨後在1945年12月10日被提名為意大利王國最後一任首相。不久義大利人民投票廢除君主制，第一共和國於1946年成立，他成为義大利共和國首位總理，也是天民黨首位總理。而恩里科·德尼科拉當選為總統。他從1945年至1953年間擔任義大利總理，也是近代義大利史上任期最久的義大利總理之一。加斯貝利擔任義大利總理期間，義大利在1949年成為北大西洋公約組織成員，並獲得美國馬歇爾計劃的經濟援助。義大利成為歐洲煤鋼共同體的成員，後來歐共體併入歐洲聯盟。
加斯貝利在首任總理任內，聯合政府中包括義大利共產黨及義大利社會黨，義共總書記帕尔米罗·陶里亚蒂任副總理。他代表義大利與同盟國簽訂1947年巴黎和平協議，把的里雅斯特部份領土及義大利東部邊界劃入南斯拉夫社會主義聯邦共和國（即今斯洛文尼亞和克羅地亞一部分）。後在美國壓力下，加斯貝利斷絕與共產黨及社會黨的聯盟關係。

### 1948年國會大選

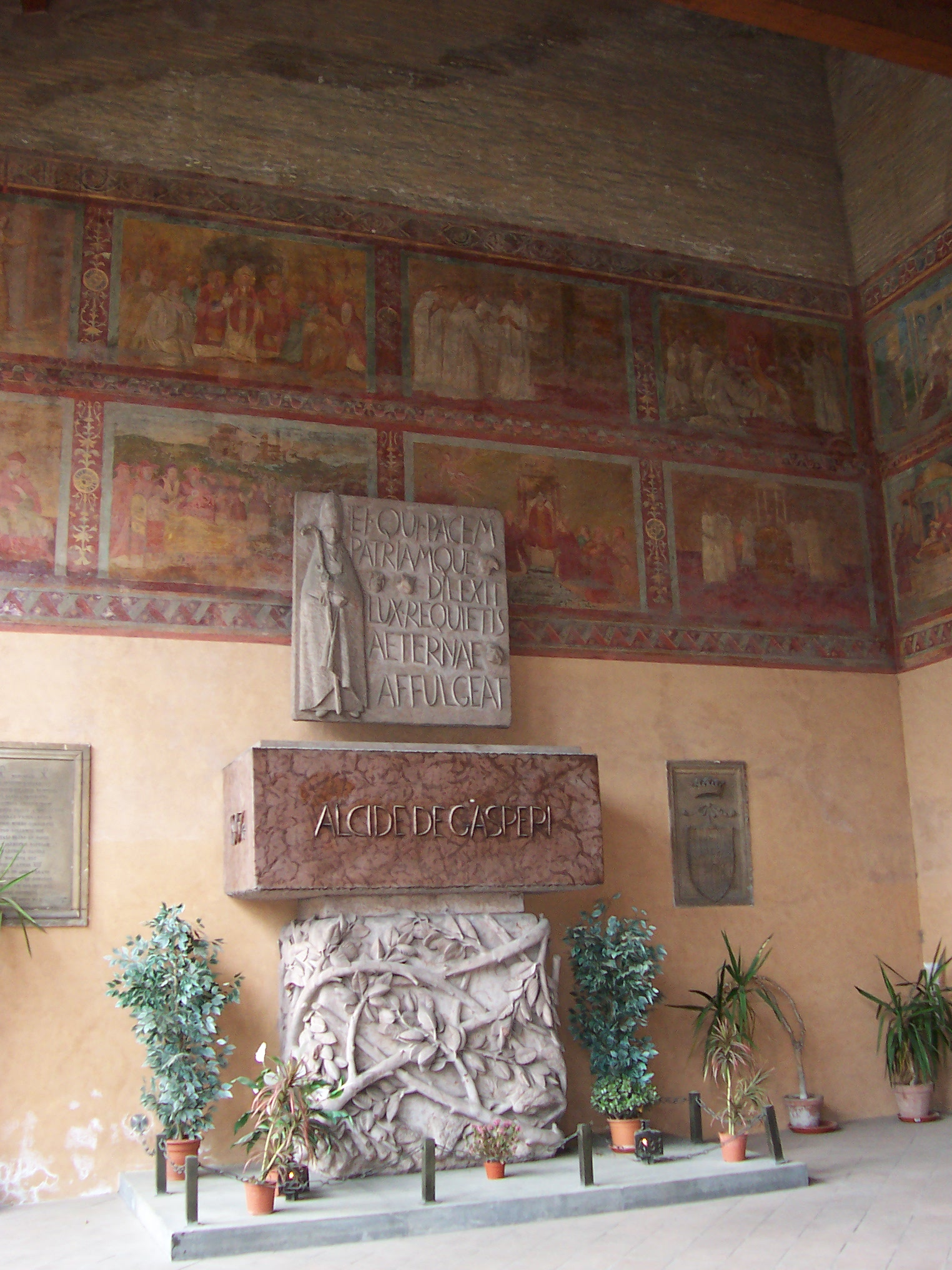
城外聖老楞佐聖殿的阿爾契德·加斯貝利之墓

1948年舉行建立共和以來第一次國會大選，受到蘇聯及美國非常強烈的影響，獲蘇聯支持的捷克斯洛伐克共產黨在1948年掌控捷克斯洛伐克後，美國害怕義大利共產黨在大選中獲勝將會使義大利加入蘇聯陣營。羅馬天主教會鼓動義大利人民將票投給義大利天主教民主黨，天民黨逐宣稱共產國家的「孩童將父母送進監獄」、「孩童屬於國家」、「父母會吃掉小孩子」，並說如果義大利左派獲勝將會帶來瘟疫。在國家安全會議及美國總統哈利·S·杜鲁门的同意下，美國中央情報局推銷許多「黑袋」給反共產黨人士。老约瑟夫·P·肯尼迪幫助義大利天主教民主黨籌措200萬美元的獻金。《時代雜誌》在1948年4月19日將阿爾契德·加斯貝利選為封面人物，加斯貝利後來在1953年5月25日再度成為《時代雜誌》封面人物。
最終天民黨在這次選舉中獲得輝煌的勝利，得到48%的選票，成為第一大黨可以單獨組建政府，而共產黨及社會黨組成的「人民民主前線」只獲得31%的選票。共產黨由此成為反對黨直至1996年。天民黨選後成為國會多數黨，加斯貝利組織一個中間偏右聯盟的多數政府。他在接下來的幾年當中一直擔任義大利總理，直至1953年辭職，其後天民黨領導層及內閣經歷多次改組。

### 晚年及去世
天民黨在1952年強烈支持他的權力可以超越黨及政府，但這也是加斯貝利聲望開始下降的開端。黨內左派人士對他抨擊逐漸增加，並指控加斯貝利對經濟重建不力。
天民黨在1953年國會大選雖然維持第一大黨地位，但未獲得多數席次，需要籌組聯合政府。加斯貝利被迫辭去總理一職。他隨後在隔年辭去義大利天主教民主黨黨魁。加斯貝利在兩個月後於特倫托自治省波戈-伐蘇加納（Borgo Valsugana）去世，葬於羅馬的城外圣老楞佐圣殿。
天主教會在1993年展開加斯貝利的宣福審理程序。

## 相關文獻
- Cau, Maurizio. "Alcide De Gasperi: a political thinker or a thinking politician?" Modern Italy Nov 2009, Vol. 14 Issue 4, pp 431–45
- Bigaran, Mariapia. "Alcide De Gasperi: the apprenticeship of a political leader," Modern Italy Nov 2009, Vol. 14 Issue 4, pp 415–30
- Duggan, Christopher.  Force of Destiny: A History of Italy Since 1796 (2008) ch 27–28
- Lorenzini, Sara. "The roots of a 'statesman': De Gasperi's foreign policy," Modern Italy Nov 2009, Vol. 14 Issue 4, pp 473–84
- Pombeni, Paolo, and Giuliana Nobili Schiera. "Alcide de Gasperi: 1881-1954-a political life in a troubled century," Modern Italy Nov2009, Vol. 14 Issue 4, pp 379–401
- Pietro Scoppola, La proposta politica di De Gasperi, Bologna, Il Mulino, 1977.
- Giulio Andreotti, Intervista su De Gasperi; a cura di Antonio Gambino, Roma-Bari, Laterza, 1977.
- Giulio Andreotti, De Gasperi visto da vicino, Milano, Rizzoli, 1986.
- Nico Perrone, De Gasperi e l'America, Palermo, Sellerio, 1995.
- Alcide De Gasperi: un percorso europeo, a cura di Eckart Conze, Gustavo Corni, Paolo Pombeni, Bologna, Il mulino, 2004.
- Piero Craveri, De Gasperi, Bologna, Il Mulino, 2006

## 外部連結
- Alcide De Gasperi Foundation
- Alcide De Gasperi Archives, Historical Archives of the European Union, European University Institute
- （意大利文） De Gasperi: un politico europeo venuto dal futuro （页面存档备份，存于）, Centro Studi Malfatti

| 官衔                             | 官衔                                    | 官衔                        |
| -------------------------------- | --------------------------------------- | --------------------------- |
| 前任者： 伊萬諾·博諾米           | 外交部長 1944年－1946年                 | 繼任者： Pietro Nenni       |
| 前任者： 費盧西奧·帕里           | 義大利總理 1945年－1953年               | 繼任者： 朱塞佩·佩拉        |
| 前任者： Giuseppe Romita         | 內政部長 1946年－947年                  | 繼任者： 馬里奧·斯塞爾巴    |
| 前任者： 卡洛·斯茀爾扎           | 外交部長 1951年－1953年                 | 繼任者： 朱塞佩·佩拉        |
| 前任者： 保罗-亨利·斯巴克 比利時 | 欧洲议会议长 1954年                     | 繼任者： 朱塞佩·佩拉 義大利 |
| 政党职务                         |                                         |                             |
| 前任者： 無                      | 義大利天主教民主黨秘書長 1944年－1946年 | 繼任者： Attilio Piccioni   |
| 前任者： Guido Gonella           | 義大利天主教民主黨秘書長 1953年－1954年 | 繼任者： 阿明托雷·范范尼    |